# Rayón
Rayón é um município do estado do Chiapas, no México.

## História
O nome do município foi adotado em 1874, em homenagem a um dos heróis da Independência do México, Ignacio López Rayón. O Rayón foi nomeado município em 15 de outubro, estando localizado ao sudeste do Valle de Toluca, limitado ao norte pelo município de San Antonio la Isla.

## Cultura
O Parque Nacional Rayón foi fundado em 29 de agosto de 1952, com uma área de 24,21 hectares. Historicamente, o parque possui uma grande relevância, devido à sua participação durante a Guerra da Independência. Durante este conflito, os irmãos Rayón, originários de Tlalpujahua, usaram a área como campo de operação.